# Сражение при Визакне (1849)
Сражение при Визакне (венг. Vízaknai ütközet) — битва Войны за независимость Венгрии 1848—1849 годов, в ходе которой 4 февраля 1849 года венгерская армия генерал-майора Юзефа Бема столкнулась с имперской армией Антала Пухнера у Визакны (ныне Окна-Сибиулуй). В ходе сражения и последующего отступления венгерские войска потерпели тяжелое, почти сокрушительное поражение.
К концу ноября 1848 г. венгерские войска были вытеснены из Трансильвании и отступили. Реорганизацией армии, находившейся на грани распада, занялся генерал-майор Юзеф Бем, назначенный главнокомандующим венгерскими войсками в Северной Трансильвании. Благодаря прекрасной организационной работе к 15 декабря 1848 г. силы под его командованием насчитывали около двенадцати тысяч человек и двадцать четыре орудия.
Бем со свойственной ему решимостью сразу же перешел в наступление, разбил и вытеснил имперские войска из Северной Трансильвании и двинулся на юг, чтобы захватить Сибиу, центр имперского сопротивления в Трансильвании. Венгерские войска подошли к Сибиу 21 января, но после нескольких безуспешных атак поняли, что имеющихся в их распоряжении сил недостаточно для взятия города. Так как закончились боеприпасы, армия отступила сначала к Селиндеку, а затем к более защищенной Визакне (Зальцбург, Окна-Сибиулуй), отбивая атаки преследующего Антала Пухнера, командующего австрийскими войсками в этом регионе.
31 января по просьбе австрийцев российские войска перешли границу и заняли Брашов и Нагишебент, что позволило Пухнеру вывести оттуда свои подразделения и за счет их значительно увеличить численность своих войск непосредственно перед сражением. Также имперские войска могли опереться на румынскую повстанческую армию численностью около пяти тысяч человек, стоящую за Бемом, а также на охрану замка Дьюлафехервар.
Бем, помимо понесенных потерь, еще рассредоточил свои силы, поэтому количество его войск, дислоцированных для обороны у Визакны составляло чуть менее четырех тысяч человек. Венгерские войска построили сильную оборонительную позицию межу озерками, образовавшимися на месте выработанных соляных шахт, рядом с городком.
Вынужденные атаковать в открытом поле, имперские войска понесли тяжелые потери от венгерской артиллерии и после примерно четырехчасового боя отступили на близлежащие холмы. Затем Бем совершил ошибку, двинув свои войска в контратаку. Это выявило малочисленность его сил, и тогда Пухнер развернул свои резервы и выбил венгерские войска с позиций, захватив атакой гренадер пушки. Бем, находившийся при артиллерии, был ранен и едва не попал в плен.

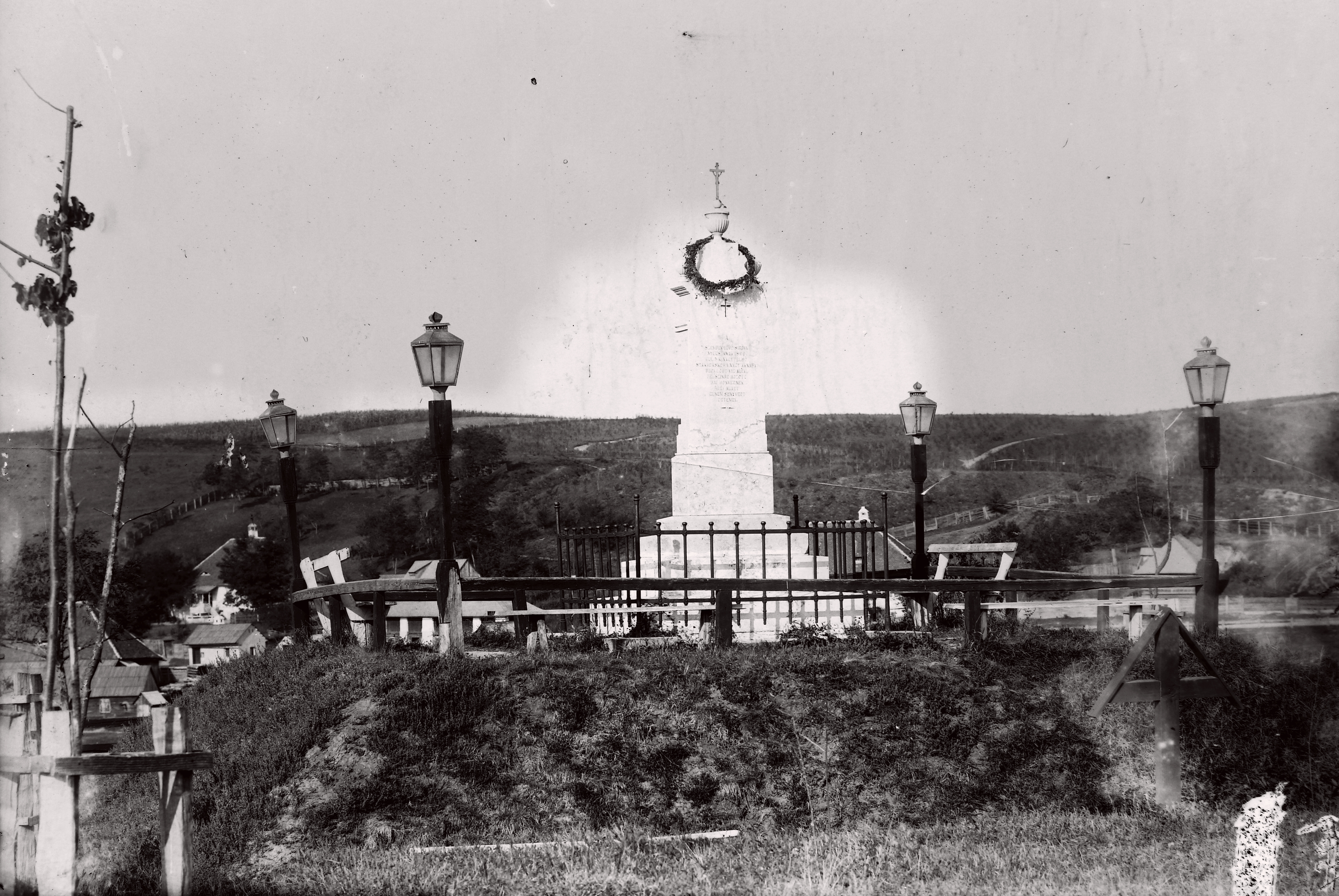
Памятник сражению при Визакне

Венгерские солдаты в панике начали бежать и запрудили повозками и пушками узкие улочки Визакны. Потери составили около пятисот человек, кроме того было потеряно пятнадцать орудий и весь армейский обоз.
Бем направился на запад, к Деве, чтобы связаться с подкреплением, ожидавшимся из Венгрии, и Пухнер при поддержке румынских повстанцев в течение четырех дней преследовал венгерскую армию вплоть до Пишки. Поэт Шандор Петёфи, бывший при Визакне адъютантом Бема, описал все тяготы последовавшего отступления: «Четыре дня грохотала пушка между Визакной и Девой; там каждый фут земли был полит кровью… Мы сделали все, что требовала честь… Против нас было десять, мы не могли победить».
В Пишки Бем встретил подкрепления, благодаря чему в его распоряжении вновь оказались немалые силы, с которыми 9 февраля ему снова удалось решительно повернуть ход событий в сражении при Пишки.